# Des Fretwell
Desmond John Des Fretwell (13 de julho de 1955) é um ex-ciclista britânico. Representou o Reino Unido na prova de contrarrelógio por equipes nos Jogos Olímpicos de 1980, em Moscou.